# Deutsche Dendrologische Gesellschaft

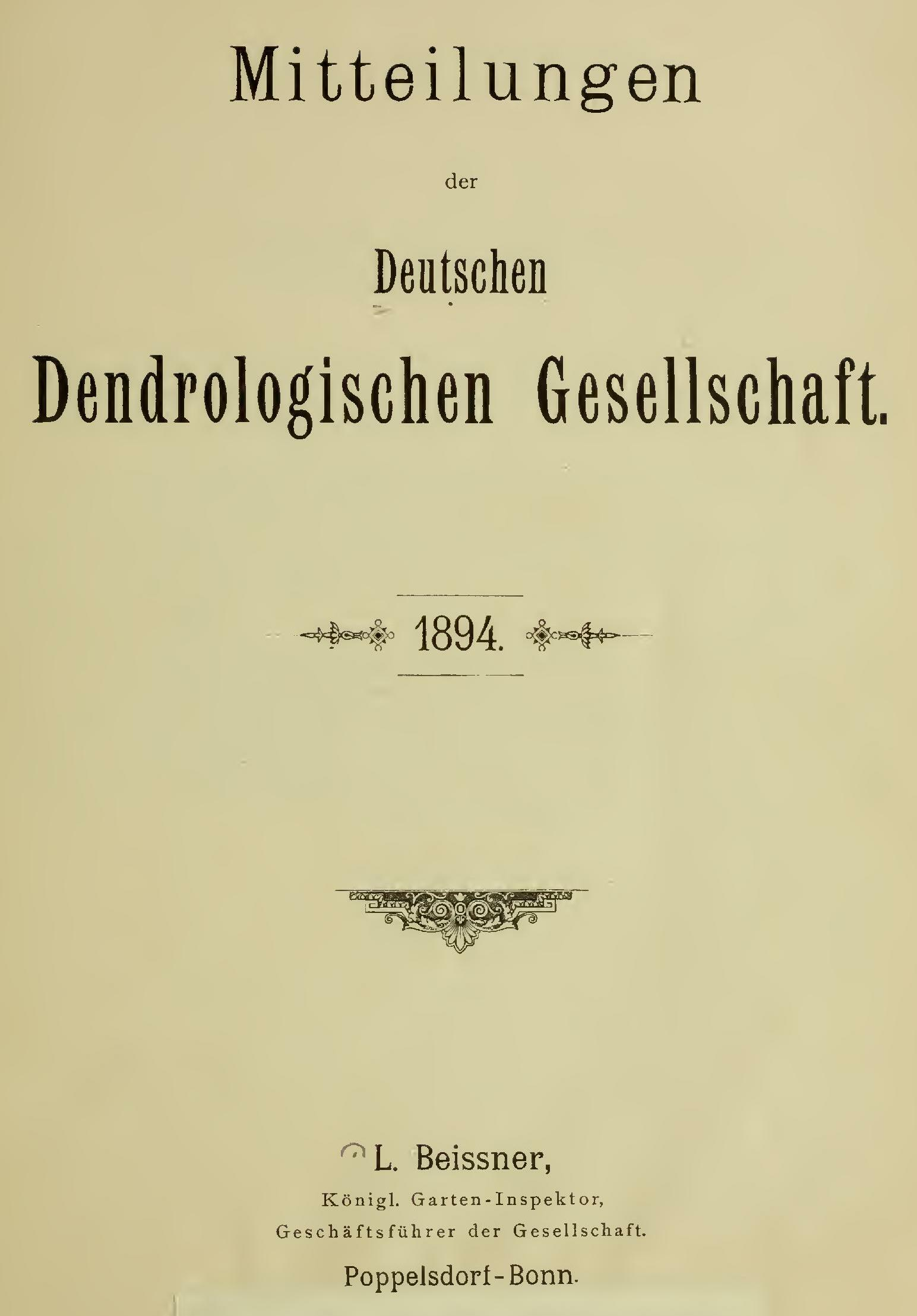
Publikation der DDG seit 1892/1893.

Die Deutsche Dendrologische Gesellschaft e. V. (DDG) ist ein 1892 gegründeter Verein für „Personen, denen der Erhalt, die Pflege, die Pflanzung und die Verbreitung von Bäumen und Sträuchern ein wichtiges Anliegen ist“; sie hat etwa 1300 Mitglieder.
Die Beschäftigung mit der Dendrologie und die Erhaltung der Artenvielfalt heimischer Bäume und Sträucher wie die Kenntnis exotischer Pflanzen, Naturverständnis und Naturerkundung sowie die Nachwuchsförderung (Junge Dendrologen) sind Ziele und Inhalte ihrer Arbeit. Zum Programm der Gesellschaft gehören Jahrestagungen, Fortbildungen, Exkursionen im In- und Ausland, Studienreisen und Öffentlichkeitsarbeit.
Die vierteljährlich erscheinende Mitgliederzeitschrift „Ginkgoblätter“ enthält unter anderem Veranstaltungs- und Fortbildungshinweise, Beschreibungen von Baum- und Straucharten und Reiseberichte. Die als Jahrbücher erscheinenden Mitteilungen der Deutschen Dendrologischen Gesellschaft enthalten Beiträge aus allen Bereichen der wissenschaftlichen und praktischen Dendrologie.
Die DDG verleiht jährlich einen „Nachwuchsförderpreis für hervorragende wissenschaftliche Arbeiten zur Dendrologie“, den Camillo-Schneider-Preis.
2016 und 2017 war die DDG Ausrichter des nationalen Wettbewerbs um ein bestimmtes markantes Baumexemplar als Vertreter Deutschlands zum Wettbewerb Europäischer Baum des Jahres zu nominieren. Dazu wurden aus der monatlichen Wahl „Champion Trees“ jeweils am internationalen Tag des Baumes dem 25. April der Champion-Tree des Jahres gewählt, welcher dann im darauffolgenden Jahr am europäischen Wettbewerb teilnahm. Das waren 2016 die Riesenlinde zu Heede und 2017 die Kletterbuche von Hoppenrade. 
Seit 2019 zeichnet die DDG außergewöhnliche Bäume aus, um das Bewusstsein für besondere alte Bäume zu schärfen. Erster Nationalerbe-Baum wurde die 600 bis 800 Jahre alte Riesenlinde zu Heede, die bereits 2016 zum Europäischen Baum des Jahres nominiert war.
Der Monographienbestand der DDG kann von Mitgliedern in der Bereichsbibliothek Forstwissenschaften und Waldökologie der Niedersächsischen Staats- und Universitätsbibliothek eingesehen werden.
Von 1902 bis 1934 hatte Fritz Graf von Schwerin das Amt des Präsidenten der Gesellschaft und die Redaktion der Jahrespublikation Mitteilungen inne. Von 1970 bis 1976 war Franz Hermann Meyer Präsident, von 2008 bis 2017 stand der Gesellschaft Peter Adam Schmidt vor. Amtierender Präsident ist Eike Jörn Jablonski.
Die Gründung der Dendrologische Gesellschaft in Wien 1908 geht auf das Muster der DDG zurück.